# Biathlon ai XXIV Giochi olimpici invernali - Staffetta 4x6 km femminile
La gara della staffetta 4x6 km femminile di biathlon dei XXIV Giochi olimpici invernali di Pechino è stata disputata il 16 febbraio 2022, a partire dalle ore 15:45 (UTC+8), presso il National Biathlon Centre di Zhangjiakou. Vi hanno partecipato 20 squadre nazionali.
La competizione è stata vinta dalla squadra svedese, mentre l'argento e il bronzo sono andati rispettivamente alla squadra del ROC e a quella tedesca.

## Risultati
| Pos.    | Nº | Nazione                                                                             | Tempo                                     | Errori (P+S)                              | Distacco |
| ------- | -- | ----------------------------------------------------------------------------------- | ----------------------------------------- | ----------------------------------------- | -------- |
| Oro     | 3  | Svezia Linn Persson Mona Brorsson Hanna Öberg Elvira Öberg                          | 1h11'03"9 17'24"9 17'45"9 17'58"4 17'54"7 | 6 (0+6) 1 (0+1) 0 (0+0) 4 (0+4) 1 (0+1)   | -        |
| Argento | 2  | ROC Irina Kazakevič Kristina Rezcova Svetlana Mironova Ul'jana Kajševa              | 1h11'15"9 17'41"3 17'02"5 18'38"9 17'53"2 | 8 (1+7) 2 (0+2) 1 (0+1) 4 (1+3) 1 (0+1)   | +12"0    |
| Bronzo  | 5  | Germania Vanessa Voigt Vanessa Hinz Franziska Preuß Denise Herrmann                 | 1h11'41"3 17'24"4 18'05"3 18'16"5 17'55"1 | 6 (0+6) 0 (0+0) 2 (0+2)                   | +37"4    |
| 4       | 4  | Norvegia Karoline Offigstad Knotten Tiril Eckhoff Ida Lien Marte Olsbu Røiseland    | 1h11'54"6 17'38"0 18'59"2 17'47"5 17'29"9 | 10 (2+8) 0 (0+0) 7 (2+5) 1 (0+1) 2 (0+2)  | +50"7    |
| 5       | 7  | Italia Lisa Vittozzi Dorothea Wierer Samuela Comola Federica Sanfilippo             | 1h12'37"0 17'25"9 17'28"6 18'22"1 19'20"4 | 5 (0+5) 2 (0+2) 0 (0+0) 1 (0+1) 2 (0+2)   | +1'33"1  |
| 6       | 1  | Francia Anaïs Bescond Anaïs Chevalier Justine Braisaz Julia Simon                   | 1h13'16"9 17'36"9 18'53"4 17'55"1 18'51"5 | 12 (2+10) 1 (0+1) 5 (1+4) 2 (0+2) 4 (1+3) | +2'13"0  |
| 7       | 9  | Ucraina Iryna Varvynec' Julija Džyma Anastasija Merkušyna Olena Pidhrušna           | 1h14'04"1 17'46"1 19'06"1 18'09"5 19'02"4 | 7 (1+6) 0 (0+0) 7 (1+6) 0 (0+0)           | +3'00"2  |
| 8       | 8  | Rep. Ceca Eva Puskarčíková Markéta Davidová Jessica Jislová Lucie Charvátová        | 1h14'06"0 18'20"2 17'40"7 18'49"8 19'15"3 | 9 (1+8) 2 (0+2) 1 (0+1) 2 (0+2) 4 (1+3)   | +3'02"1  |
| 9       | 14 | Austria Dunja Zdouc Lisa Hauser Anna Juppe Katharina Innerhofer                     | 1h15'07"6 18'13"0 18'12"3 19'51"3 18'51"0 | 10 (3+7) 0 (0+0) 1 (0+1) 5 (2+3) 4 (1+3)  | +4'03"7  |
| 10      | 16 | Canada Emma Lunder Megan Bankes Emily Dickson Sarah Beaudry                         | 1h15'34"3 17'45"8 18'29"7 19'39"3 19'39"5 | 8 (0+8) 1 (0+1) 4 (0+4) 3 (0+3) 0 (0+0)   | +4'30"4  |
| 11      | 10 | Stati Uniti Susan Dunklee Clare Egan Deedra Irwin Joanne Reid                       | 1h15'51"3 18'44"8 19'04"1 19'17"1 18'45"3 | 11 (2+9) 0 (0+0) 6 (1+5) 4 (1+3) 1 (0+1)  | +4'47"4  |
| 12      | 18 | Cina Tang Jialin Chu Yuanmeng Ding Yuhuan Meng Fanqi                                | 1h16'11"5 18'05"2 18'37"9 19'44"2         | 6 (1+5) 1 (0+1) 4 (1+3) 0 (0+0)           | +5'07"6  |
| 13      | 6  | Bielorussia Iryna Kryŭko Dzinara Alimbekava Elena Kruchinkina Hanna Sola            | 1h16'34"4 17'51"9 18'59"9 20'47"7 18'54"9 | 21 (5+16) 2 (0+2) 4 (1+3) 9 (3+6) 6 (1+5) | +5'30"5  |
| 14      | 15 | Polonia Monika Hojnisz Kamila Żuk Kinga Zbylut Anna Mąka                            | 1h17'12"1 18'06"0 20'04"3 19'33"1 19'28"7 | 11 (1+10) 3 (0+3) 5 (1+4) 3 (0+3) 0 (0+0) | +6'08"2  |
| 15      | 12 | Estonia Regina Oja Tuuli Tomingas Susan Külm Johanna Talihärm                       | LAP 18'18"9 19'36"8 18'42"6 LAP           | 18 (5+13) 4 (0+4) 7 (2+5) 1 (0+1) 6 (3+3) | -        |
| 16      | 13 | Finlandia Suvi Minkkinen Mari Laukkanen Erika Jänkä Nastassja Dubarėzava            | LAP 19'15"2 17'39"3 21'11"6 LAP           | 8 (2+6) 0 (0+0) 6 (2+4) 2 (0+2)           | -        |
| 17      | 17 | Giappone Fuyuko Tachizaki Sari Maeda Asuka Hachisuka Yurie Tanaka                   | LAP 17'55"9 19'01"8 21'16"4 LAP           | 14 (2+12) 3 (0+3) 5 (2+3) 3 (0+3)         | -        |
| 18      | 20 | Bulgaria Milena Todorova Maria Zdravkova Lora Hristova Daniela Kadeva               | LAP 17'36"7 21'04"7 LAP -                 | 8 (1+7) 2 (0+2) 4 (1+3) 2 (0+2) -         | -        |
| 19      | 19 | Slovacchia Ivona Fialková Henrieta Horvátová Veronika Machyniaková Paulína Fialková | LAP 17'43"0 20'10"2 LAP -                 | 14 (2+12) 3 (0+3) 5 (0+5) 6 (2+4) -       | -        |
| -       | 11 | Svizzera Irene Cadurisch Lena Häcki Selina Gasparin Amy Baserga                     | DNF -                                     | 3 (0+3) -                                 | -        |